# 拜尼沃利德
拜尼沃利德（阿拉伯语： Banī Walīd，发音：/ˈbæniː wɑˈliːd/）是利比亚的一座城市，位于首都的黎波里的东南方。2007年前，该市为拜尼沃利德省的首府，如今属米蘇拉塔省管辖。该地只有一个部落-Warfalla，也是该部落的发源地。米蘇拉塔大学(Misrata University)的一个校区坐落于该市。
在2011年利比亚内战中，该市是在的黎波里于8月下旬被攻陷后仍由卡扎菲势力控制的少数几个城市之一。于是从9月9日开始，反卡的过渡委武装与赛义夫领导的卡扎菲武装在该地展开了斗争，10月17日被过渡委完全控制。